# Stanley Finch
Stanley Wellington Finch (Monticello, 20 de julio de 1872-Washington D. C., 22 de noviembre de 1951) fue un abogado estadounidense que fue el primer director de la Buró de Investigación (1908-1912), que luego se convertiría en el FBI.

## Biografía
Nació en Monticello (Nueva York), en 1872. Se convirtió en empleado del Departamento de Justicia de los Estados Unidos, donde trabajó intermitentemente durante casi 40 años. Ascendió del puesto de secretario al de examinador jefe entre 1893 y 1908. Mientras trabajaba en el Departamento de Justicia, obtuvo su licenciatura en Derecho (1908), seguida de una Maestría en Leyes (1909) por la actual Escuela de Derecho de la Universidad George Washington. Fue admitido en el Colegio de Abogados de Washington D. C. en 1911.

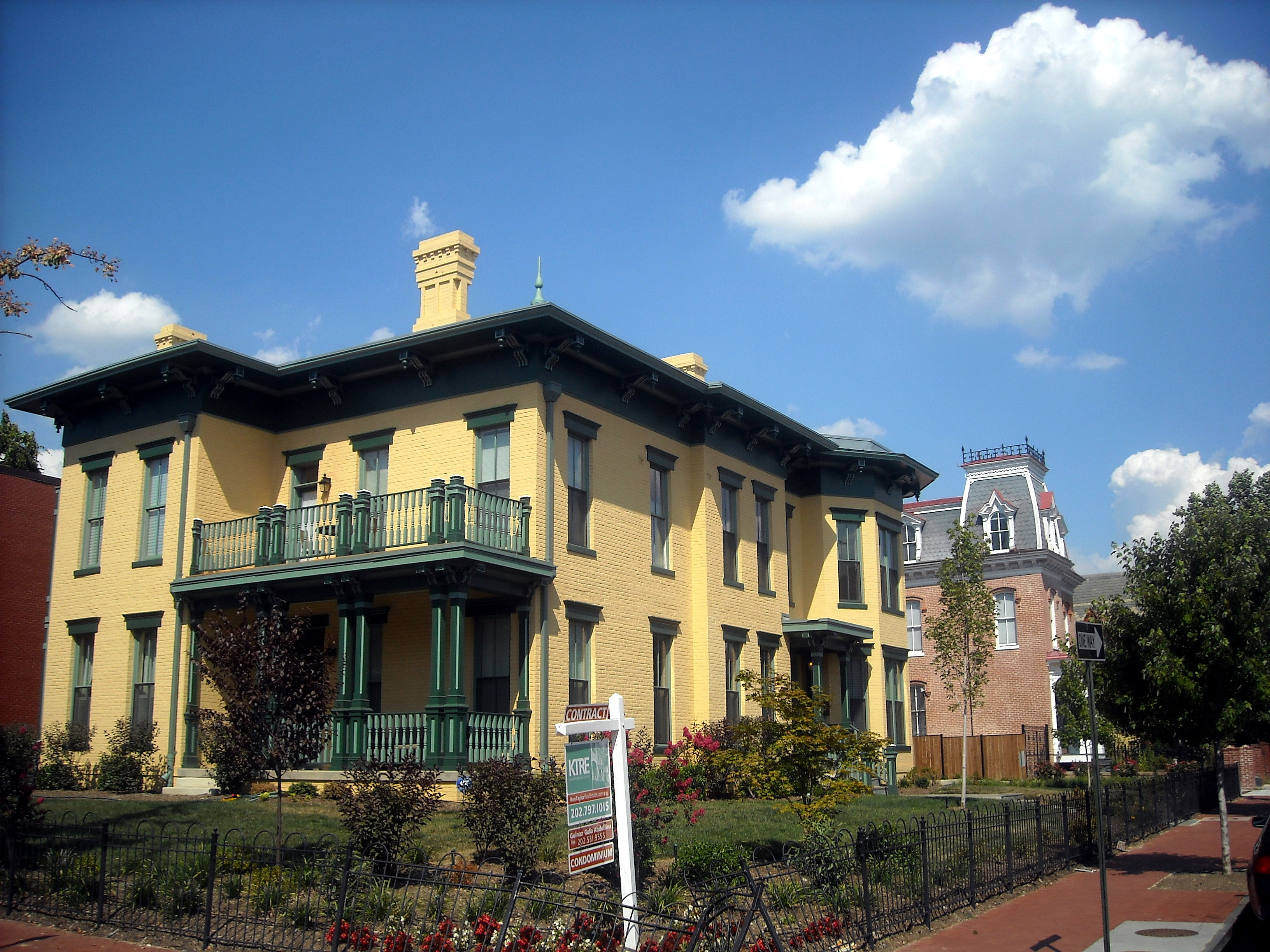
Antigua residencia de Stanley Finch en Washington D. C. (izquierda).

Anteriormente, cuando el Departamento de Justicia necesitaba investigar un crimen, tomaba prestado personal del Servicio Secreto del Departamento del Tesoro. Como examinador jefe, Finch abogó por la creación de un escuadrón de detectives dentro del Departamento de Justicia.
El fiscal general Charles Joseph Bonaparte creó una fuerza de agentes especiales y le dio la supervisión de la fuerza, posteriormente llamado Buró de Investigación (BOI por sus siglas en inglés), a Finch el 26 de julio de 1908, creando así lo que se convertiría en el FBI. A Finch se le concedió oficialmente el título de «jefe» del Buró en 1909.
Desde 1913 hasta la década de 1930, Finch alternó entre empleos privados, principalmente en el negocio de fabricación de artículos novedosos, y puestos en el Departamento de Justicia. Finalmente se retiró del Departamento de Justicia en 1940 antes de fallecer en Washington D. C. en 1951.